# Juan Manuel Urtubey
Juan Manuel Urtubey (Salta, 6 de setembro de 1969), é um politico, advogado e Professor Universitário filiado ao Frente para a Vitória, ex-governador da Província de Salta.
Foi eleito Governador pela primeira vez em 2007. Ele foi reeleito no ano 2011 com quase 60% dos votos. Anteriormente, ele foi Deputado Nacional de 1999 até 2007. Foi presidente da Comissão dos Assuntos Constitucionais e Presidente do bloco peronista.

## Biografia
Ele nasceu em 6 de setembro de 1969, na Cidade de Salta. Ele é o filho de Rodolfo Urtubey, advogado, e Lia Mera Figueroa, notário público e o oitavo de um total de  dez irmãos.
Seu pai ocupou vários cargos na justiçai da província, tendo culminou sua carreira como Presidente do Supremo Tribunal Provincial.
Realizou seus estudos na escola Paroquial de la Mercê primaria, e secundária no colégio Bachillerato Humanista Moderno.
Em sua juventude, foi jogador de rúgbi no Jockey Club da cidade de Salta, para integrar o selecionado Salta de Rúgbi M-19.
Desde pequeno, disse inclinações para atividades políticos e, em seguida, canalizado por seu tio e mentor, o  peronista Julio Mera Figueroa.
Se recebeu o advogado na Universidade Nacional de Buenos Aires, tendo completado seus estudos de graduação em apenas três anos.
Ele casado com Ximena Saravia Toledo, e a familia tem quatro filhos: Marcos (1994), Lucas (1997), Mateo (2000), Alejandro Urtubey e Juana (2003). Tem nove irmãos, incluindo o líder da União Industrial Argentina, José Urtubey, o Senador Nacional Rodolfo Urtubey e empresário Alejandro Urtubey.
É Professor de Direito da Universidade Nacional de Salta.

## Carreira Política
Durante o governo de Juan Carlos Romero, ele era Secretario de Governo, Secretário da Imprensa da Provincia de la Provincia de Salta e Coordenador da Unidade de Execução de Familia Possui.
Posteriormente, foi eleito Deputado Provincial para o período  1997-1999. No exercício deste escritório , foi eleito Presidente da Comissão de Legislação Geral.
Em 1999 foi eleito Deputado Nacional. No Congresso ele presidiu a Comissão dos Assuntos Constitucionais para 5 anos ( 2002-2007)  e Presidente do bloco peronista.
Foi eleito cinco vezes com um dos dez mais laboriosa dos legisladores do Congresso Nacional, ambos os pares e a prensa especializada. No âmbito deste trabalho, destaca o seu papel como coautor da anulação das Lei de Obediência Devida e Lei de Ponto Final, lei que ajudou a combater a impunidade para crimes cometidos durante a última ditadura militar.
Foi Constituinte Convencional em 2003, no âmbito da reforma da Constituição da Província de Salta.
De 1998 é Diretor da Escola de Administração Pública, entidade dependente do governo da província dedicado á formação contínua dos funcionários públicos da Província de Salta.
Em 2007 ele lançou sua candidatura a governador de Província de Salta pela FPV. Ele foi eleito governador por uma margem apertada de votos, derrotando a Walter Wayar, candidato apoiado pelo governador Juan Carlos Romero.
Em 2011 foi reeleito governador de Salta. Nesta ocasião ele triunfou por uma suma esmagadora percentagem de quase 60% dos votos, com uma margen sobre a segunda forca política liderada por Alfredo Olmedo que alcançou apenas 25,4% do votos.
Urtubey expressou sua intenção de ser candidato a Presidente da Nação Argentina.